# Muttiah Muralitharan
Muttiah Muralitharan (født 17. april 1972 i Kandy) er en srilankisk cricketspiller som spiller for Sri Lankas landshold, Tamil Union, og Chennai Super Kings. Han har spilet 133 Testkampe for Sri Lanka, hvilket er en landsrekord. Han anses for at være en af crickethistoriens bedste bowlere, efter australieren Shane Warne, og blev kåret til verdens beste cricketspiller af bladet Wisden i 2006.
Muralitharan er den første cricket-spiller som har taget 800 wickets i test-kampe (femdagerskamp). Han tog den sidste mod Indien 22. juli 2010 da var han 38 år gammel, og havde spillet 133 test-kampe.